# Geoffrey Blake
Geoffrey Lewis Blake (Baltimore, Maryland, 1962. augusztus 20. –) amerikai filmes és televíziós színész.

## Élete és pályafutása
Baltimore-ban született, Marjorie Myers (leánykori nevén Lewis) és Avery Felton Blake gyermekeként. Középiskolai tanulmányait a San Ramon Valley High Schoolban végezte, Danville-ben. Közben szerepelt az Oklahoma! című musicalben. A Dél-kaliforniai Egyetemen szerzett diplomát, ahol a Sigma Nu tagja volt.
Visszatérő szerepe van több televíziós sorozatban. Ilyenek a Paper Dolls, a Homefront és az Any Day Now. Híres televíziós vendégszereplései közé tartozik Arjin a Star Trek: Deep Space Nine "Playing God", Strife a Bűbájos boszorkák "Apocalypse Not" és Dominic a Doktor House "Lines in the Sand" című epizódjában. 2012-ben szerepelt a Gyilkos elmék sorozat "Closing Time" című részében, olyan bűnözőt alakítva, aki kasztrálja az áldozatait. 2010-ben vendégszereplő volt a Célkeresztben "Whistle Stop" című epizódjában, az FBI egyik informátorát alakította, aki részese volt a tanúvédelmi programnak.
Filmjei közt található a Kapcsolat, A vadnyugat fiai, a Forrest Gump és a Számkivetett. A FernGully, az utolsó esőerdő című animációs filmben szinkronszerepet vállalt.

## Filmográfia

### Film
| Év   | Magyar cím                            | Eredeti cím                                | Szerep               | Magyar hang      |
| ---- | ------------------------------------- | ------------------------------------------ | -------------------- | ---------------- |
| 1984 | Az utolsó csillagharcos               | The Last Starfighter                       | Gary                 |                  |
| 1985 | Titkos imádó                          | Secret Admirer                             | Ricardo              | Minárovits Péter |
| 1988 | A vadnyugat fiai                      | Young Guns                                 | J. McCloskey         |                  |
| 1990 | Tökös ötös                            | Men at Work                                | Frost                |                  |
| 1991 | Rémecskék 3.                          | Critters 3                                 | Frank                |                  |
| 1991 |                                       | The Walter Ego (rövidfilm)                 | Tall Egg             |                  |
| 1992 | FernGully, az utolsó esőerdő          | FernGully: The Last Rainforest             | Ralph (hangja)       | Albert Péter     |
| 1993 | Galaktikus uborka                     | The Pickle                                 | Clem                 |                  |
| 1993 | Philadelphia – A kísérlet folytatódik | Philadelphia Experiment II                 | Logan                | Kerekes József   |
| 1994 | Forrest Gump                          | Forrest Gump                               | Wesley               | Józsa Imre       |
| 1995 | Útvesztő                              | Dominion                                   | Joel                 |                  |
| 1995 | Apolló 13                             | Apollo 13                                  | GUIDO Gold           |                  |
| 1996 | Házi háború                           | The War at Home                            | David                |                  |
| 1996 |                                       | Entertaining Angels: The Dorothy Day Story | Floyd Dell           |                  |
| 1997 | Kapcsolat                             | Contact                                    | Fisher               | Halmágyi Sándor  |
| 1997 | Amikor a farok csóválja…              | Wag the Dog                                | férfi                |                  |
| 1998 | Az ébredés                            | Getting Personal                           | Kilmer Buckingham IV |                  |
| 1998 | Szerelem, vagy Vegas                  | Heaven or Vegas                            | Billy                |                  |
| 1998 | Joe, az óriásgorilla                  | Mighty Joe Young                           | Vern                 |                  |
| 1999 | Ed TV                                 | EDtv                                       | Keith                |                  |
| 2000 | Számkivetett                          | Cast Away                                  | Maynard Graham       |                  |
| 2008 | Frost/Nixon                           | Frost/Nixon                                | interjú rendezője    |                  |
| 2014 |                                       | Kiss Me                                    | George               |                  |
| 2019 |                                       | See Me (rövidfilm)                         | John Kloves          |                  |
| 2019 | Midway                                | Midway                                     | John Ford            |                  |

### Televízió
- Quinn doktornő (1996)[5]
- Getting Personal
- Brink!
- Született kémek (hang)
- Life Without Dick
- Rated X
- The Event
- Gyilkos elmék
- Franklin & Bash
- A Grace klinika
- Doktor Addison

## Fordítás
- Ez a szócikk részben vagy egészben  a   Geoffrey Blake (actor) című angol Wikipédia-szócikk fordításán alapul.  Az eredeti cikk szerkesztőit annak laptörténete sorolja fel. Ez a jelzés csupán a megfogalmazás eredetét és a szerzői jogokat jelzi, nem szolgál a cikkben szereplő információk forrásmegjelöléseként.